# José Daniel Falla Robles
José Daniel Falla Robles (ur. 7 października 1956 w Bogocie, zm. 1 maja 2021 w Soacha) – kolumbijski duchowny rzymskokatolicki, od 2016 do śmierci biskup Soacha.

## Życiorys
Święcenia kapłańskie przyjął 28 listopada 1992 i został inkardynowany do archidiecezji bogotańskiej. Był m.in. wychowawcą i rektorem niższego seminarium oraz rektorem bogotańskiego sanktuarium Monserrate.
15 kwietnia 2009 został mianowany biskupem pomocniczym Cali oraz biskupem tytularnym Calamy. Sakry biskupiej udzielił mu 20 czerwca 2009 kard. Pedro Rubiano Sáenz.
W latach 2012-2016 pełnił funkcję sekretarza generalnego kolumbijskiej Konferencji Episkopatu.
29 czerwca 2016 otrzymał nominację na biskupa diecezji Soacha.